# ボリコナゾール
ボリコナゾール（Voriconazole）はアゾール系（トリコナゾール系）抗真菌薬の一種で、重症または難治性の真菌感染症に用いる。日本では2005年に発売された。

## 適応症
侵襲性アスペルギルス症、肺アスペルギローマ、カンジダ血症、肺クリプトコッカス症、クリプトコッカス髄膜炎、食道カンジダ。また、カンジダに対して強い抗真菌活性を示し、フルコナゾール、イトラコナゾール又はアムホテリシンB が無効な真菌に対しても抗真菌活性を持つ。

## 副作用
QT延長症候群、中毒性表皮壊死症、アナフィラキシーなど。

## 併用禁忌
リファンピシン、リファブチン、エファビレンツ、リトナビル、カルバマゼピン、長時間作用型バルビツール誘導体、ピモジド、キニジン、麦角アルカロイド（エルゴタミン、ジヒドロエルゴタミン）、トリアラムなど。